# Museum Senckenbergianum
Museum Senckenbergianum (abreviado Mus. Senckenberg.) fue una revista ilustrada con descripciones botánicas que fue editada desde el año 1834 al 1845, con el nombre de Museum Senckenbergianum. Abhandlungen aus dem Gebiete der Beschreibenden Naturforschenden Gesellschaft in Frankfurt am Main.